# Sertularia funafutiensis
Sertularia funafutiensis är en nässeldjursart som beskrevs av Eberhard Stechow 1923. Sertularia funafutiensis ingår i släktet Sertularia och familjen Sertulariidae. Inga underarter finns listade i Catalogue of Life.